# Minigolf

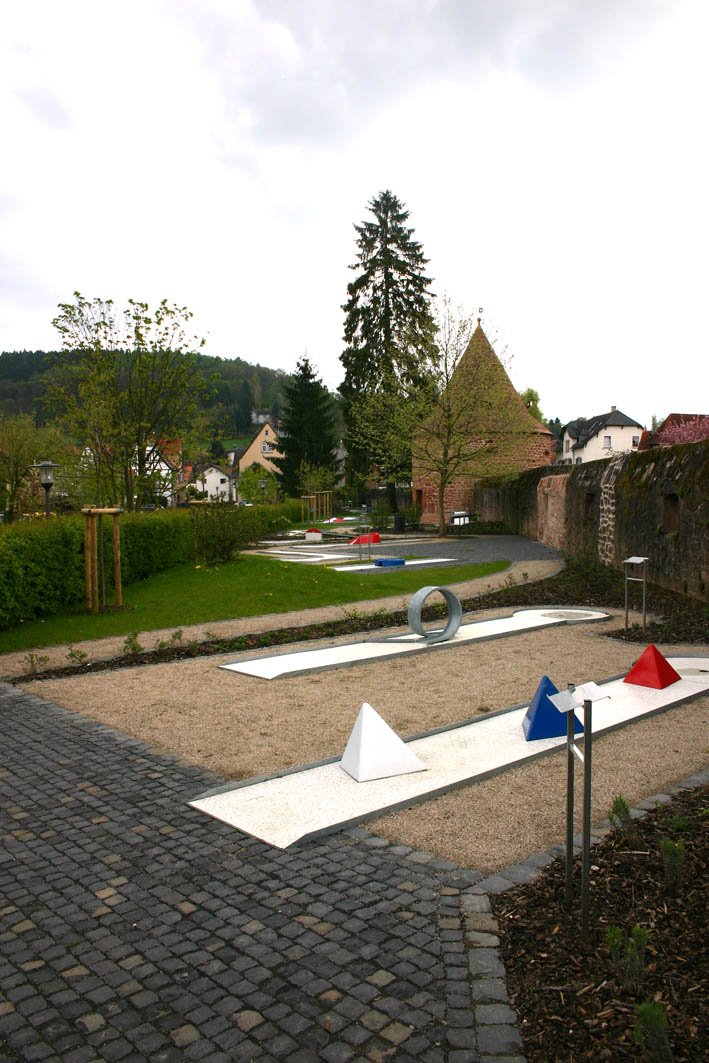
Un minigolf con sus distintas pistas.

El minigolf o golf miniatura es una versión en miniatura del deporte de golf. Mientras que la Federación Mundial del Deporte de Minigolf, una organización internacional deportiva, prefiere usar el nombre dé "minigolf", el gran público en diferentes países usa también otros muchos nombres para este juego: el golf en miniatura, el minigolf, el golf diminuto, el golf embobado, shorties, el golf extremo, el golf loco, el golf de aventura, miniatura al hoyo, etcétera. El nombre “El tiro al hoyo” es la marca registrada de una empresa americana que construye canchas de golf de miniatura con licencias y centros de entretenimiento familiar. El término "minigolf" era anteriormente una marca registrada de una empresa suiza que construyó su propio tipo patentado de campos de minigolf.
El minigolf es, por tanto, un ejercicio derivado del golf convencional; la gran diferencia reside en que su práctica se hace en una escala mucho menor, tanto en superficie como en campo activo de golf. Por lo general, las reglas de este son las mismas, solo que el minigolf posee ciertas diferencias al momento de ejecutarlo y no hace falta tener conocimientos de golf ni un buen estado físico para lograrlo.